# Алкмеонида
«Алкмеони́да» (др.-греч. Ἀλκμαιωνίς, Alkmaiōnis) — одна из древнегреческих киклических поэм, написанная в начале VI века до н. э. Сохранилась только в виде нескольких фрагментов.

## Содержание
Поэма была написана на материале мифов об Алкмеоне, который убил собственную мать Эрифилу, чтобы отомстить за гибель отца Амфиарая. При этом один из сохранившихся фрагментов описывает убийство Фока Эакида его единокровными братьями — Пелеем и Теламоном. Как этот сюжет связан с основным содержанием поэмы, неясно.
«Алкмеонида» упоминается как один из источников в «Мифологической библиотеке» Псевдо-Аполлодора.

## Издание на русском языке
Сохранившиеся фрагменты «Алкмеониды» были опубликованы в книге: Эллинские поэты. VIII—III века до н. э. М., 1999. С. 110—111.